# Omul din Sierra
Omul din Sierra (titlul original: în engleză The Appaloosa) este un film western american, realizat în 1966 de regizorul Sidney J. Furie, după romanul omonim din 1963 al scriitorului Robert McLeod, protagoniști fiind actorii Marlon Brando, Anjanette Comer, John Saxon și Emilio Fernández.

## Rezumat
Matt Fletcher vrea să se stabilească lângă orașul de graniță mexican Ojo Prieto și să pună baza unei ferme de creștere a cailor cu armăsarul său Appaloosa. Într-o biserică din Ojo Prieto, Matt se spovedește mărturisind acțiunile sale din trecut și își declară dorința de a începe o nouă viață, pe care preotul o aprobă. Dar în timp ce era încă în biserică, Matt este amenințat de liderul bandei Chuy Medina, acuzându-l că Matt i-a hărțuit tânăra soție Trini. Aceasta, care a fost vândută lui Chuy în copilărie, vrea să scape de el sare pe armăsarul lui Matt și fuge. Unul dintre oamenii lui Chuy o aduce înapoi. Pentru a-și salva onoarea, Chuy încearcă să cumpere calul, dar Matt refuză.
Cu ajutorul prietenului său mexican Paco, Matt începe să lucreze la mica sa fermă. Când Matt este beat într-o seară, Chuy și Lazaro vin să fure calul. Chuy îl insultă pe Matt, îl târăște cu un laso și „îl atârnă să se usuce”.
Când Matt și-a revenit după rănile sale, bărbierit și îmbrăcat ca mexican se duce să-l vadă pe Chuy. Este înhățat și Chuy sugerează un concurs în care câștigătorul să primească calul. Cei doi se înfruntă într-o luptă skanderbeg, cu scorpioni de Durango otrăvitori de fiecare parte a brațului de culcat, care așteaptă să-l înțepe pe învins. Matt pierde, dar reușește să-și salveze viața tăind zona înțepată cu un ciob de sticlă. Într-o colibă care aparține crescătorului de capre Ramos, Trini îi vine în ajutor și are grijă de el.
Squint-Eye, unul dintre oamenii lui Chuy, îl vizitează pe Ramos și îl întreabă despre Matt și Trini. Ramos refuză să spună ceva și este ucis de Squint-Eye iar Matt îl ucide pe Squint-Eye. Mai târziu își fură armăsarul înapoi din ascunzătoarea lui Chuy și fuge cu Trini înreptându-se spre graniță. Chuy îi urmărește dar Matt își lasă armăsarul liber să fugă, așa că Chuy este derutat. În timp ce Chuy încearcă să-l prindă pe armăsar, Matt îl împușcă. Matt trece granița cu Trini și armăsarul Appaloosa.

## Distribuție
- Marlon Brando – Matt Fletcher
- Anjanette Comer – Trini
- John Saxon – Chuy Medina
- Emilio Fernández – Lazaro
- Alex Montoya – Squint Eye (Sașiul)
- Míriam Colón – Ana
- Rafael Campos – Paco
- Frank Silvera – Ramos
- Larry D. Mann – preotul

## Premii și nominalizări
- 1967 - Premiile Globul de Aur
  - Cel mai bun actor în rol secundar lui John Saxon
- 1967 - Western Heritage Awards
  - Premiul special lui Sidney J. Furie, Robert MacLeod, John Saxon, Anjanette Comer și Marlon Brando